# 普拉塔 (德克薩斯州)
普拉塔（英語：Plata）是美國德克薩斯州普雷西迪奧縣一個非建制地區，位於德克薩斯農場路（Texas Farm Road）169號，距離縣治馬爾法（Marfa）以南約25英里（40公里）。普拉塔在西班牙語解作「銀」（Silver），而人口只有37人（根據2000年美國人口普查數據），並是「馬爾法獨立學區」（Marfa Independent School District）的一部分。
由於普拉塔擁有穩定的下沉氣流和較高氣壓，因此當地常年陽光普照。另外根據柯本氣候分類法系統，普拉塔屬於溫和沙漠性氣候，並在氣候地圖上以「BWn」標示。

## 外部連結
- 線上版《Handbook of Texas》中的普拉塔頁面（英文）